# ليزلي ميلر (عداء سريع)
ليزلي ميلر (بالإنجليزية: Leslie Miller) هو عداء سريع باهاماسي، ولد في 24 مارس 1948 في ناساو في باهاماس.

## مشاركاته
شارك في مسابقة العدو 400 متر للرجال في الألعاب الأولمبية الصيفية في عام 1968. 

## وصلات خارجية
- ليزلي ميلر على موقع أوليمبيديا (الإنجليزية)